# Lilli Ives Campion
Pour les articles homonymes, voir Campion.
Pas d'image ? Cliquez ici

a Compétitions nationales et continentales officielles uniquement.

b Matchs officiels uniquement.
Dernière mise à jour le 24 octobre 2024.
Lilli Ives Campion, née le 10 octobre 2003, est une joueuse internationale anglaise de rugby à XV qui évolue au poste de deuxième ligne. Elle défend les couleurs du Loughborough Lightning.

## Biographie
Née le 10 octobre 2023, Lilli Ives Campion est d'abord formée aux Worcester Warriors (en), avant de partir étudier au Loughborough College. Là-bas, elle rejoint l'effectif du Loughborough Lightning avec lequel elle fait ses débuts en avril 2021 face aux Saracens, alors qu'elle n'a pas encore dix-huit ans.
Début 2024, elle fait partie du groupe anglais élargi convoqué pour préparer le Tournoi des Six Nations 2024 mais ne participe à aucun match. Fin juin, elle est sélectionnée pour la Six Nations Summer Series des moins de 20 ans et se voit confier le capitanat,.
Au mois de septembre 2024, elle obtient sa première sélection contre la France, à Gloucester (victoire 38-19). Au mois de mars, elle est sélectionnée pour le Tournoi des Six Nations.
En juillet 2025, elle est sélectionnée pour la Coupe du monde en Angleterre.

## Palmarès
- Vainqueur du WXV en 2024.
- Vainqueur du Tournoi des Six Nations en 2025.